# Т8

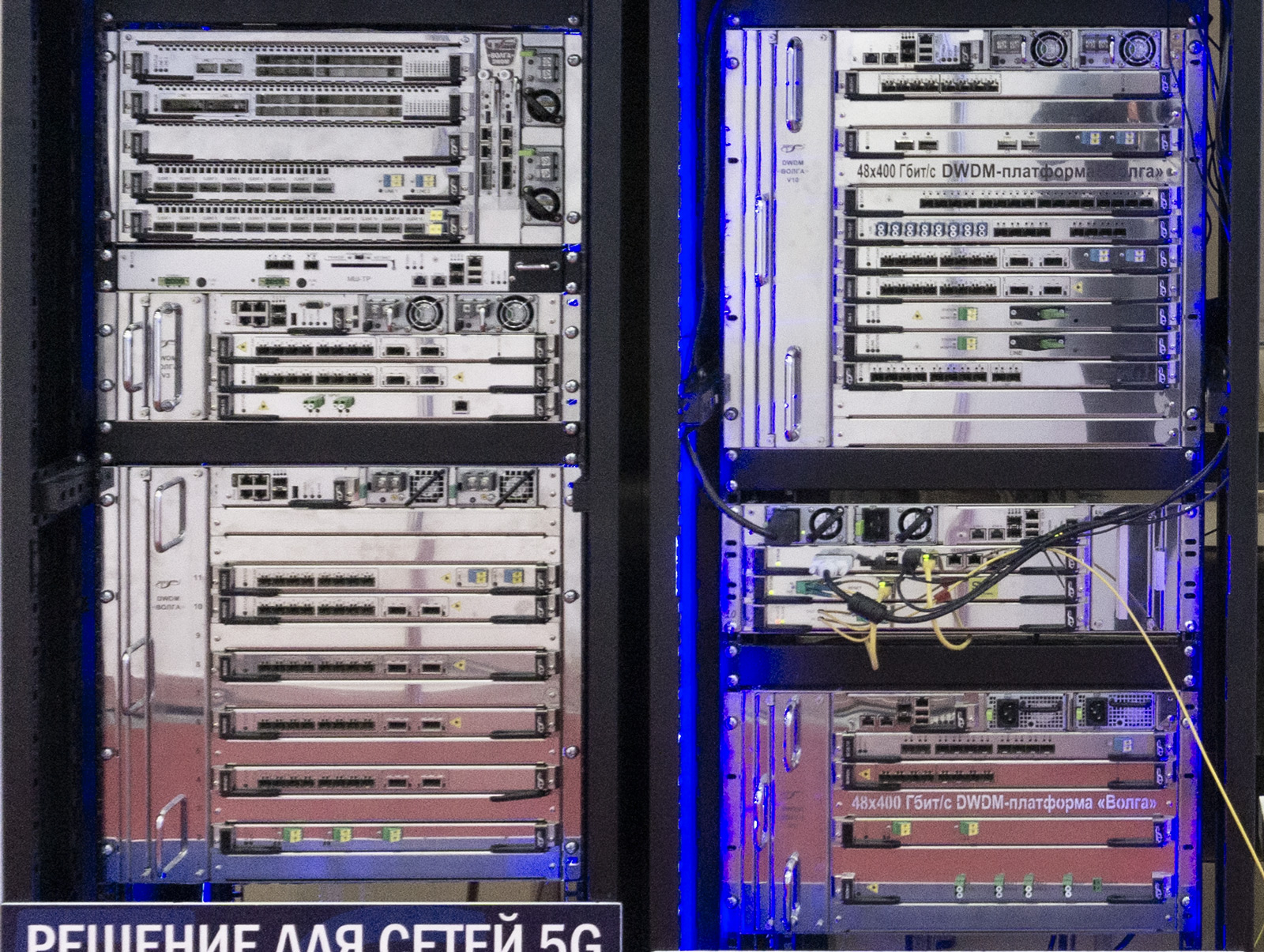
Шасси «Волга» в стойках

«Т8» — российская компания, специализируется на разработке и внедрении российских систем DWDM и CWDM. Компания имеет собственный отдел НИОКР расположенный в Москве. Сборка WDM-оборудования производится полностью в России (Москва и Подмосковье), часть компонентов зарубежного производства.
Телекоммуникационная продукция:
- Модульная DWDM-платформа от 1 до 10RU.
- DWDM-транспондеры 600 Гбит/с, 400 Гбит/с, 200 Гбит/с, 100 Гбит/с, 40 Гбит/с, 10 Гбит/с, 2,5 Гбит/с.
- DWDM-агрегирующие транспондеры (мукспондеры) 400 Гбит/с, 200 Гбит/с,100 Гбит/с, 40 Гбит/с, 10 Гбит/с, 2,5 Гбит/с.
- Оптические волоконные усилители EDFA и RAU.Ключевой компонент блоков мультиплексора/демультиплексораОборудование ROADM.
- Блоки управления.
- Узлы ввода-вывода.

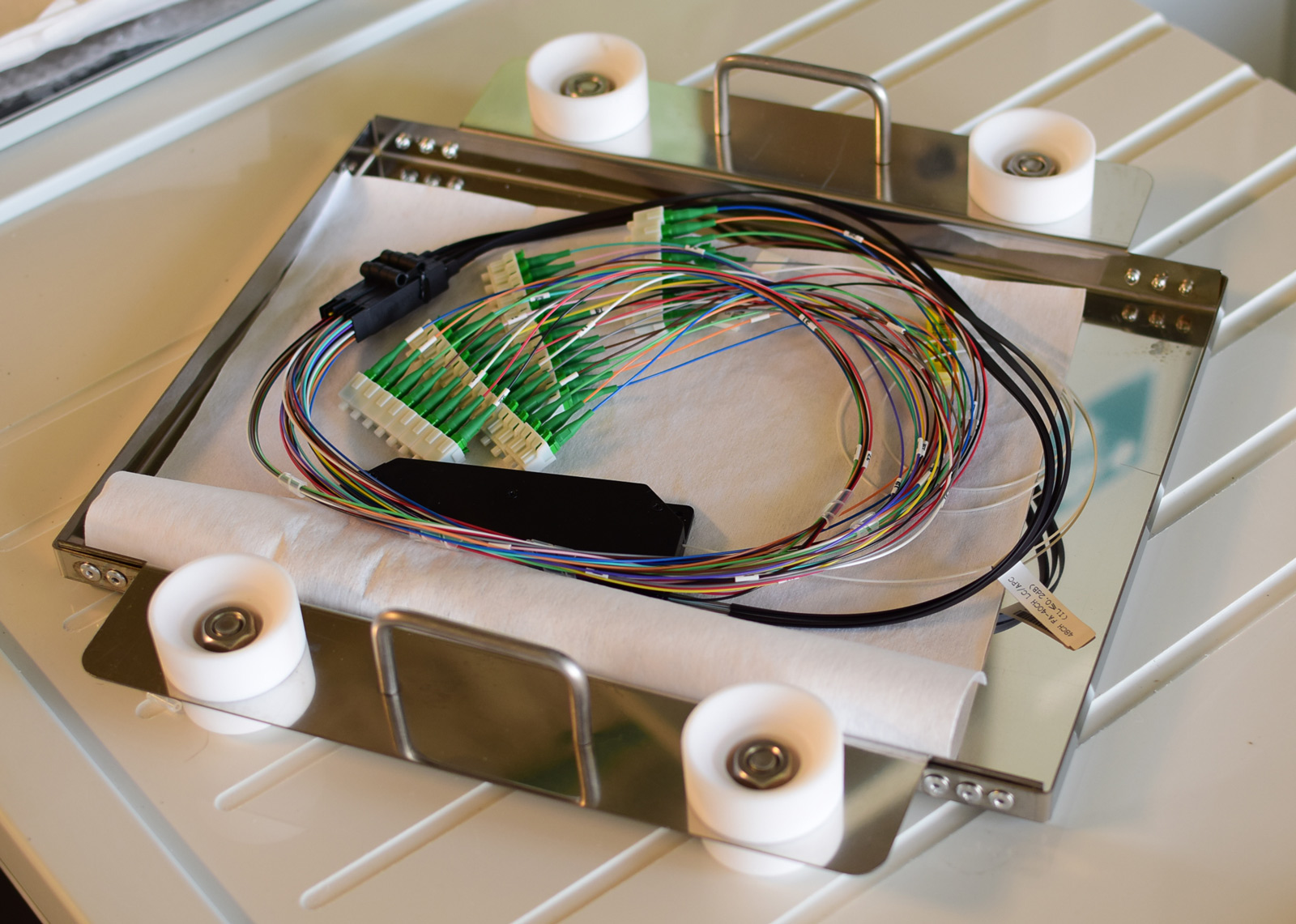
Ключевой компонент блоков мультиплексора/демультиплексора

- CWDM-транспондеры 10 Гбит/с, 2,5 Гбит/с.
- Система управления WDM-сетями.
- Оптоэлектронные компоненты.

Компания сотрудничает с ведущими производителями волокна: Corning Inc., OFS (Furukawa Electric). Головной офис находится в Москве, есть представительство в Санкт-Петербурге.
В 2012 году компания «Т8» стала участником проекта «Сколково» с проектом на разработку оборудования на 25 Тбит/с.
Производимое компанией оборудование «Волга» и «Иртыш» обладает статусом оборудования российского происхождения. Статус выдан комиссией Министерства промышленности и торговли Российской Федерации. Компания ежегодно переподтверждает данный статус.

## Деятельность
На 1 квартал 2020 года компания создала около 80 000 км DWDM-сетей, большинство внедрённых сетей относятся к ПАО «Ростелеком». Компания участвовала в проектах: сеть DWDM для Олимпийского проекта «Сочи 2014», построение магистральных DWDM-сетей для МРФ Сибирь, МРФ Северо-Запад, МРФ Волга, внедрение DWDM-сетей в Казахстане протяжённостью 9000 км. В проектах до 2013 года активно использовалось оборудование ООО НТО «ИРЭ-Полюс». В 2012 году компания разработала ключевой продукт – DWDM-платформу «Волга», которая, на данный момент, поддерживает скорости до 600 Гбит/с на один канал. Новая платформа является когерентной системой и использует современные форматы модуляции DP-64QAM, DP-32(16,8)QAM, DP-QPSK и другие. На сегодняшний день это единственное российское телекоммуникационное оборудование, поддерживающее скорость 100 Гбит/с и выше. Компания активно конкурирует в сегменте DWDM с ведущими зарубежными компаниями Huawei, Alcatel, Nokia и другими. Иногда тендеры оканчиваются крупными скандалами, как сбивание цен на торгах более чем в 2 раза.
Компания занимается образовательной деятельностью — в Санкт-Петербургском государственном университете телекоммуникаций им. проф. М. А. Бонч-Бруевича и МФТИ действуют лаборатории для студентов. Для специалистов организованы курсы обучения эксплуатации российских систем DWDM («Волга»).
Помимо телекоммуникационного оборудования, компания выпускает волоконно-оптическую систему охраны «Дунай». Система «Дунай» которая предназначена для охраны и мониторинга протяжённых объектов: трубопроводов, линий связи, больших открытых территорий. Система представляет собой рефлектометр.
Компания стала участником Государственной программы Российской Федерации «Развитие электронной и радиоэлектронной промышленности 2013-2025 г.». Согласно программе  компания должна произвести оборудование и технологии для импортозамещения маршрутизаторов, коммутаторов, систем передачи данных, сетевых модулей. На 2020 в компании уже налажено мелкосерийное производство AAWG модулей, оптических модулей SFP/QSFP совместно с FiberTrade и оптического модулятора на 40Гбит/с.

## Достижения
В 2012 году, на разработанном оборудовании, были поставлены рекорды в передаче данных:
- Передача 100 Гбит/с на 4000 км в 80-канальной DWDM-системе, без компенсаторов дисперсии в каскаде EDFA.
- Передача 100 Гбит/с на 500 км в однопролётной линии с удалённой накачкой без регенерации.

В 2013 году:
- Передача 1 Тбит/с (10×100 Гбит/с) на 500,4 км в однопролётной линии с удалённой накачкой без регенерации.
- Компания стала лауреатом CNews AWARDS как самая высокотехнологичная компания по версии CNews[4].
- Компания «Т8» вошла в ТОП-10 самых быстрорастущих компаний рейтинга «ТехУспех».

В 2014 году:
- «Т8» вошла в ТОП-10 самых инновационных компаний и ТОП-50 основного рейтинга «ТехУспех».

В 2015 году:
- Компания продемонстрировала передачу 100 Гбит/с сигнала в реальной линии на 4250 км, что является серьезным достижением для подобного класса систем[5].
- Компания стала номинантом Правительственной промышленной премии РФ "Индустрия"[6] учрежденной Минпромторгом

В 2016 году:
- Завершена разработка мукспондера 400 Гбит/с[7]
- «Т8» вошла в ТОП-10 «ТехУспех» быстрорастущих технологических малых компаний.
- Объявлена разработка 200 Гбит/с оборудования с поддержкой каналов GFC

В 2017 году:
- «Т8» вошла в ТОП-15 «ТехУспех» заняв 5-е место в группе малых компаний.

В 2018 году:
- Продемонстрирован блок 400 Гбит/с работающий на одной длине волны.[8] Компания вошла в тройку мировых производителей кто смог произвести такой блок в коммерческом исполнении.

В 2019 году:
- Продемонстрирована рекордная передача сигнала 200 Гбит/с на 520 км по одной длине волны[9]